# Pseudagrion andamanicum
Pseudagrion andamanicum là một loài chuồn chuồn kim trong họ Coenagrionidae.
Pseudagrion andamanicum được miêu tả khoa học năm 1924 bởi Fraser.